# Manuel Monereo Pérez
Manuel Monereo Pérez (Jaén, 1950) és un analista polític, advocat i polític espanyol.
Nascut a la ciutat andalusa de Jaén en 1950, ha estat membre del Partit Comunista d'Espanya —formació de la qual va ser expulsat en 1978—, del Partit Comunista dels Pobles d'Espanya, Esquerra Unida i Unidos Podemos.
Va obtenir un escó a les eleccions generals espanyoles del juliol del 2016 i es va convertir en diputat al parlament espanyol per la província de Còrdova durant la XII legislatura espanyola, com a part del Grup Parlamentari Confederal d'Units Podem-En Comú Podem-En Marea.
És autor d'obres com El Socialismo en el Che. Con su propia cabeza. El socialismo en la vida y la obra del Che (2001), sobre la figura d'Ernesto Che Guevara, i De la crisis a la revolución democrática (El Viejo Topo, 2013). Col·labora en les tertúlies del programa Fort Apache.
Darrerament, des de diversos mitjans s'ha cridat l'atenció sobre el seu acostament a personatges de l'extrema dreta i a posicions roig-i-brunes.